# Бека I Джакелі
Бека I Джакелі (груз. ბექა I ჯაყელი; бл. 1240 — 1306) — 2-й мтаварі Самцхе (Месхетії) у 1285—1306 роках.

## Життєпис
Син Саргіса I. Успадкував владу 1285 року. В пам'ять про батька наказав спорудити храм Св. Саби. Продовжив політику попередника, зберігаючи вірність ільханам та водночас зберігаючи зв'язки з грузинськими царями, оженивши доньку на Деметре II. Отримав почесну посаду мандатурухуцесі (перший мандатор-посланець). 1289 року після загибелі царя надав прихисток його синові й своєму онукові Георгію.
Зміцнив та розширив володіння, до яких тепер входили Самцхе, Аджарія, Шавшеті, Кларджеті, Чанеті, Тао, Кола, Артаані, більша частина Джавахети, землі до Карну-калакі (нині Ерзурум) і Чорного моря. Для більш вправного керування тауніфікації законодавства видав правовий кодекс — «Книга всіх гріхів законніших людей».
Активно втручався у внутрішні справи Трапезундської імперії, підтримуючи різних претендентів на трон. Завдяки цьому там утворилася так звана грузинська партія, що спиралася на допомогу Беки I. Зрештою домігся шлюбу іншої своєї доньки з імператором Олексієм II.
У 1302—1303 роках мусив протистояти турменським (кочових тюрків) загонам з Анатолії, які на чолі з Азат Мусою вдерлися до Тао-Кларджеті. 1302 року Така Панаскартелі, князь Тао (васал Джакелі) завдав біля замку Тортомі поразки супротивнику. Зрештою у вирішальній битві біля Вашловані 1303 року правитель Самцхе переміг туркменів, змусив їх тікати до Байбурди, де взяв в облогу. Після декількох місяців вони здалися.  Бека I помер 1306 року. Владу спадкував його син Саргіс II.

## Родина
Мав двох дружин — Вахахі й Марін, але про них обмаль відомостей.
Діти:
- Саргіс (1271—1334), мтаварі Самцхе
- Дзяджак (1283—1320), дружина Олексія II, імператора Трапезонда
- Натела, дружина Деметре II, царя Східної Грузії